# منبع وابسته

مدار الکتریکی ساده که از منبع ولتاژ و مقاومت تشکیل شده و از طریق، ، قانون اهم محاسبه می‌شود.

در نظریه شبکه الکتریکی منبع وابسته (انگلیسی: Dependent source) به منبع ولتاژی یا منبع جریانی گفته می‌شود که مقدار آن بستگی به مقدار ولتاژ یا جریان در نقطه دیگر شبکه باشد.
منابع وابسته پرکاربرد هستند که برای مثال شبیه‌سازی رفتار تقویت‌کنندگان صدا در مدار یکی از این کاربردها است. ترانزیستور پیوندی دوقطبی می‌تواند با منبع جریان وابسته شبیه‌سازی شود چنانچه مقدار خروجی وابسته به جریانی است که وارد درگاه کنترل‌کننده بیس است.

## گروه‌بندی
منابع وابسته می‌توان به‌ طریق زیر طبقه‌بندی کرد:
- ولتاژ-کنترل‌شده با منبع ولتاژ
- ولتاژ-کنترل‌شده با منبع جریان
- جریان-کنترل‌شده با منبع جریان
- جریان-کنترل‌شده با منبع ولتاژ